# Martha Washington
Martha Dandridge Custis Washington (n. 13 iunie 1731 – d. 22 mai 1802) a fost soția lui George Washington, primul președinte al Statelor Unite ale Americii. În timpul vieții sale, ea era "Doamna Washington". În același timp, Martha Washington a fost întâia "Prima doamnă a Statelor Unite ale Americii."

## Biografie
Născută pe plantația părinților săi, Chestnut Grove, la 2 iunie 1731, la 10:29 a.m., Martha a fost cea mai mare fiica a plantatorilor din Virginia John Dandridge (1710-1785) și Frances Johnes.
Martha a fost cea mai mare dintre cei trei frați și cele cinci surori ale sale.  Frații săi fuseseră, John Dandrige (1733-1749), William Dandridge (1734-1776) și Bartholomew Dandridge (1737).

## Galerie
Moneda comemorativă de 1$ din 2007:

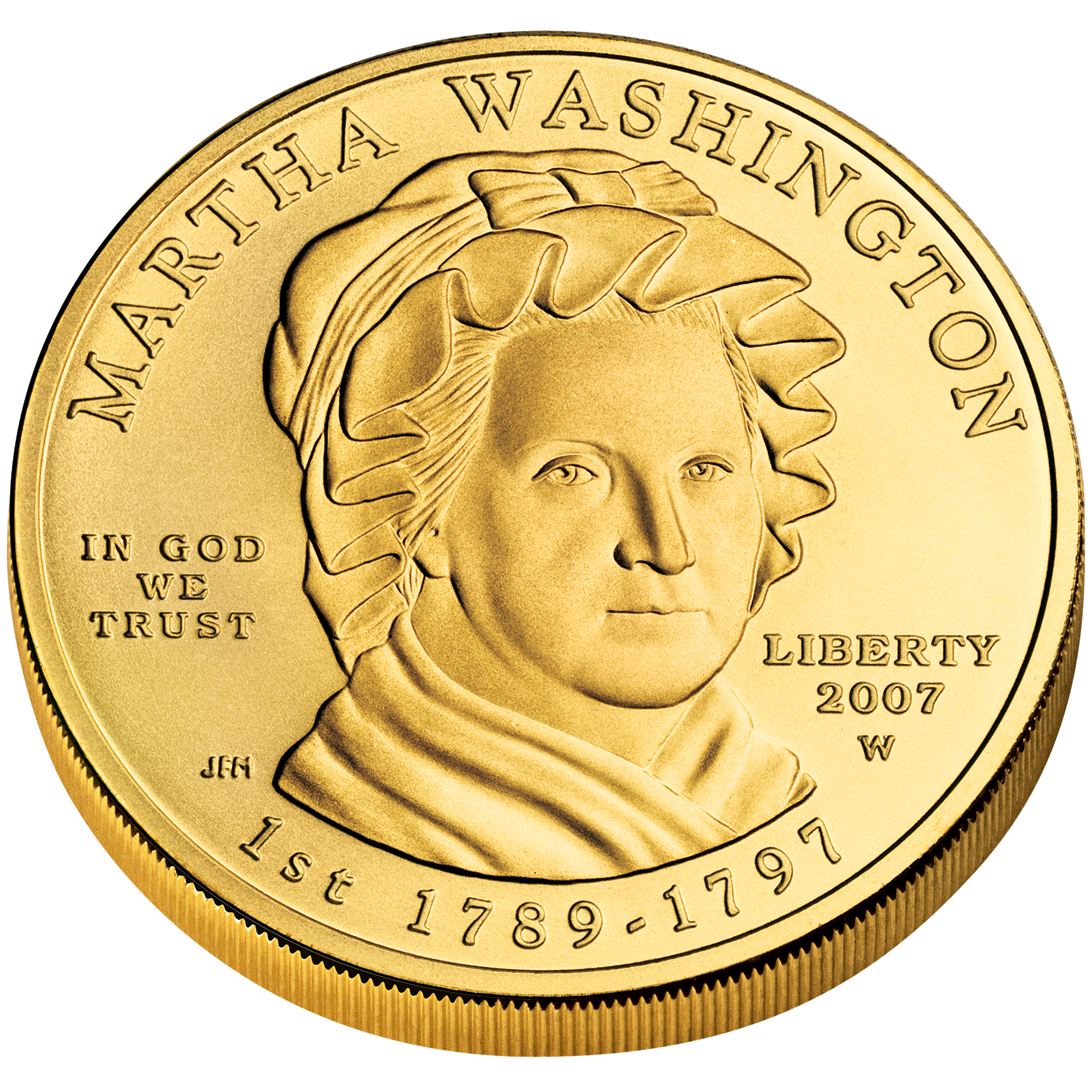
Revers
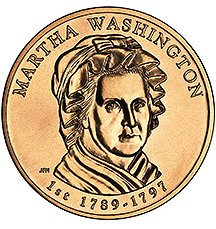
Avers (monedă de bronz)